# Proporcellio medionotatus
Proporcellio medionotatus är en kräftdjursart som först beskrevs av Karl Wilhelm Verhoeff1917.  Proporcellio medionotatus ingår i släktet Proporcellio och familjen Porcellionidae. Inga underarter finns listade i Catalogue of Life.